# مونخبایار دورجسورن
مونخبایار دورجسورن (مغولی: Доржсүрэнгийн Мөнхбаяр؛ زادهٔ ۹ ژوئیهٔ ۱۹۶۹) تیرانداز زن اهل مغولستان و آلمان است.
وی همچنین برندهٔ جوایزی همچون برگ بوی نقره‌ای شده‌است.
وی در مسابقات کشوری و بین‌المللی در مجموع برندهٔ ۲ مدال طلا، ۲ مدال برنز شده‌است.